# Виндушев, Константин Николаевич
Константин Николаевич Виндушев (16 октября 1902, Асхабад, Туркестанский край, Российская империя — 6 ноября 1979, Калинин, РСФСР, СССР) — советский военачальник, генерал-майор (20.04.1945).

## Биография
Родился 16 октября 1902 года в Асхабад, ныне г. Ашхабад, Туркмения. Русский.

### Первая мировая война
В мае 1916 года добровольно поступил на военную службу и был направлен в 153-й Бакинский полк. В его составе рядовым и младшим унтер-офицером воевал на Кавказском фронте. В мае 1917 года направлен на Западный фронт в 9-й Сибирский гренадерский полк 11-й армии. После Октябрьской революции 1917 года был демобилизован и вернулся в город Асхабад.

### Гражданская война
В Гражданскую войну Виндушев добровольно вступил в Кушкинский красногвардейский отряд, где служил рядовым бойцом и командиром взвода. С этим отрядом участвовал в обороне крепости Кушка. Осенью 1918 года заболел малярией, больным попал в плен. Отпущен «как несовершеннолетний на поруки матери для продолжения учебы». В мае 1919 года призван военным комендантом города Асхабад на военную службу и зачислен в конно-горную батарею. При первой предоставившейся возможности перешёл на сторону Красной армии. В июле 1919 года направлен в эскадрон отряда особого назначения при Особом отделе 1-й армии, в сентябре был назначен командиром взвода этого эскадрона. В его составе участвовал в ликвидации бандитизма в Туркмении. С сентября 1920 года по декабрь 1922 года проходил службу оперативным сотрудником в органах ВЧК-ГПУ в городах Асхабад, Мары, Термез. В должности уполномоченного особого отдела ГПУ принимал участие в борьбе с басмачеством в Бухаре.

### Межвоенный период
С декабря 1922 года служил командиром взвода и адъютантом в 4-м отдельном кавалерийском эскадроне войск ГПУ. В мае 1923 года демобилизован. В декабре 1923 года Виндушев вновь призван на военную службу и назначен техником-инструктором в 12-й отдельный пограничный дивизион войск ГПУ. Затем служил помощником командира взвода в 4-м отдельном пограничном дивизионе. С апреля 1924 года был помощником начальника заставы 1-го пограничного отряда, затем начальником заставы 46-го пограничного отряда. С августа 1925 года — курсант-командир Тверской кавалерийской школы. Член ВКП(б) с 1927 года. По её окончании в сентябре 1928 года назначен в 61-й кавалерийский полк МВО, где проходил службу командиром взвода 3-го эскадрона и командиром взвода полковой школы.
С июня 1931 года по октябрь 1933 года состоял в распоряжении Разведывательного управления Штаба РККА, выполняя особое задание в Монголии, за которое в октябре 1932 года был награждён монгольским орденом Красного Знамени. За отличия в боях нарком К. Е. Ворошилов наградил Виндушева наградным оружием — наганом. Затем вновь вернулся в 61-й кавалерийский полк, где исполнял должности командира эскадрона и помощником начальника штаба полка. В 1935 году окончил Ленинградские бронетанковые КУКС РККА им. А. С. Бубнова. В феврале 1936 года Виндушев был назначен помощником начальника штаба танкового полка Особой кавалерийской дивизии им. И. В. Сталина. С июля 1936 года по июль 1937 года вновь состоял в распоряжении Разведывательного управления Генштаба РККА, работал по особому заданию. В июле 1937 года назначен в 98-й кавалерийский полк 25-й кавалерийской дивизии ЛВО (г. Псков), где служил в должностях помощника начальника штаба и начальника штаба полка в составе которого принял участие Советско-финской войне на которой был ранен. В мае — июне 1940 года командовал 138-м кавалерийским полком, затем — 5-м мотоциклетным полком 1-го механизированного корпуса. 22 февраля 1941 года, за успехи по службе был награждён орденом «Знак Почёта».

### Великая Отечественная война
В начале войны полк в составе Северо-Западного фронта участвовал в приграничном сражении, затем вёл бои на старорусском и демянском направлениях. В августе 1941 года подполковник Виндушев был назначен командиром 185-й моторизованной дивизии, которая в составе 27-й армии до середины сентября оборонялась на левом берегу реки Ловать. Однако после занятия противником города Демянск она оказалась в окружении и по приказу командующего армией пробивалась к своим войскам в направлении на Осташков. Вышедшие из окружения части были направлены в город Новгород, где в составе новгородской армейской группы дивизия была переформирована в стрелковую, получила пополнение и вооружение. Во второй половине октября в связи с прорывом противника на Калинин она была переброшена в район ст. Лихославль и с марша вступила в бой за Медное, а после овладения им вышла на северную окраину города Калинин (Калининская оборонительная операция). В середине ноября дивизия была переброшена из-под Калинина в район Завидово, где вошла в состав 30-й армии Калининского фронта и участвовала в Клинско-Солнечногорской оборонительной операции.
В декабре 1941 года подполковник Виндушев назначен начальником штаба 11-го кавалерийского корпуса, который в составе Калининского фронта участвовал в контрнаступлении советских войск под Москвой, в Ржевско-Вяземской и Сычевско-Вяземской наступательных операциях. В этих операциях его части совершали глубокие рейды по тылам противника. Действуя в тылу противника западнее города Вязьма, корпус нарушал коммуникации, сковывал значительную часть вражеских соединений.
В конце мая 1942 года полковник Виндушев назначается командиром 27-й гвардейской стрелковой дивизии, находившейся в резерве Калининского фронта. С 15 июля по 23 августа 1942 года состоял в резерве Военного совета фронта и ГУК НКО СССР, затем вступил в командование 13-й воздушно-десантной бригадой 6-го воздушно-десантного корпуса в МВО. В ноябре командовал 4-й маневренной воздушно-десантной бригадой. С 10 декабря 1942 года исполнял должность заместителя командира 10-й гвардейской воздушно-десантной дивизии, с 26 января 1943 года — 9-й гвардейской воздушно-десантной дивизией на Северо-Западном фронте. В составе 1-й ударной армии она участвовала в Демянской наступательной операции, имея задачу захватить плацдарм на западном берегу реки Порусья. С марта 1943 года командовал 121-й отдельной стрелковой бригадой, переформированной затем в апреле в 95-ю стрелковую дивизию в составе 3-й резервной армии МВО. 15 июля 1943 года она была направлена на Западный фронт в 21-ю армию и участвовала в Смоленской, Ельнинско-Дорогобужской и Смоленско-Рославльской наступательных операциях. Затем её части в составе войск 68-й, 5-й и 33-й армий вели наступательные и оборонительные бои в районе Витебска. В декабре 1943 года полковник Виндушев был назначен зам. командира 13-й гвардейской воздушно-десантной дивизии, переформированной затем в 98-ю гвардейскую стрелковую. В декабре 1943 года Виндушев назначен командиром этой дивизии. В июне 1944 года дивизия была переброшена на Карельский фронт. Форсировав реку Свирь, дивизия прорвала три пояса обороны немцев и прошла с боями до 300 км. За успехи в боях дивизия получила почётное наименование «Свирская», а Виндушев был награждён орденом Суворова II степени.
В ноябре 1944 года Виндушев был назначен командиром 16-й гвардейской воздушно-десантной дивизией. В декабре эта дивизия была переформирована в 106-ю гвардейскую стрелковую дивизию. В январе 1945 года дивизия вошла в Венгрию. 20 марта 1945 года дивизия овладела городом Мор, 26 марта — городом Папа и, выйдя к реке Раба, встретила сильное сопротивление 12-й танковой дивизии СС «Гитлерюгенд» и других частей войск СС. Дивизия форсировала реку Раба, прорвала оборону противника и 29 марта 1945 года овладела городом Чепрег. В апреле 1945 года, преодолевая лесистые горы, дивизия заняла ряд городов. После этого дивизия приняла участие в Венской операции и 15 апреля 1945 года заняла город Санкт-Пёльтен. 24 апреля 1945 года дивизия генерал-майора Виндушева вышла к Вене. 8 мая 1945 года дивизия овладела Зноймо и, развивая наступление, заняла ещё ряд городов. 11 мая 1945 года передовой отряд дивизии на реке Влтава встретился с частями армии США. Дивизия прошла с боями до 1000 км, захватила в плен до 52 тысяч немецких солдат и офицеров, 18 генералов и до 6 тысяч разных машин. За боевые действия дивизия была награждена орденами Красного Знамени и Кутузова II степени. Командир дивизии Виндушев был награждён орденом Кутузова II степени. В июне 1945 года генерал-майор Виндушев был командирован в Москву на парад Победы в составе сводного полка 3-го Украинского фронта в качестве заместителя командира полка генерал-лейтенанта Бирюкова.
За время войны комдив Виндушев был пять раз персонально упомянут в благодарственных приказах Верховного Главнокомандующего.

### Послевоенное время
После войны Виндушев продолжал командовать своей дивизией, переведённой в феврале 1946 года в Московский военный округ. В апреле 1946 года назначен начальником штаба 1-го стрелкового корпуса Туркестанского ВО (г. Ашхабад). С декабря 1946 года Виндушев был в распоряжении Управления кадров Сухопутных войск, в марте 1947 года он был назначен начальником штаба 16-й гвардейской механизированной дивизии в городе Самарканд. С декабря 1948 года по октябрь 1949 года находился на учёбе на академических КУОС при Военной академии БТ и MB Красной армии им. И. В. Сталина, после которых был направлен заместителем командира по ВТ и MB 27-го гвардейского стрелкового корпуса КВО (с января 1954 года — пом. командира корпуса по бронетанковой технике). В апреле 1956 года гвардии генерал-майор Виндушев уволен в запас.
После ухода в запас Виндушев поселился в городе Калинин, с сентября 1956 года по март 1960 года работал начальником автобазы стройуправления ТЭЦ-4. С января 1961 года был директором транспортного экспедиционного предприятия № 1 Калининского совнархоза. С июня 1962 года работал директором автобазы № 16, а с сентября 1964 года — директором спецавтохозяйства по уборке города. В апреле 1966 года вышел на пенсию и активно занимался военно-патриотической работой.
Умер 6 ноября 1979 года, похоронен в Твери на Дмитрово-Черкасском кладбище.

## Награды
- орден Ленина (30.04.1945)[5][6]
- три ордена Красного Знамени (21.07.1942[7], 21.02.1945[8][6], 15.11.1950[9][6])
- орден Суворова II степени (12.07.1944)[10]
- орден Кутузова II степени (28.04.1945)[11]
- орден Отечественной войны I степени (29.09.1943)[12]
- орден Красной Звезды (28.10.1967)[13]
- орден «Знак Почёта» (22.02.1941)[7]
  - медали в том числе:
  - «XX лет Рабоче-Крестьянской Красной Армии» (1938)[7]
  - «За оборону Москвы» (1944)
  - «За Победу над Германией в Великой Отечественной войне 1941—1945 гг.» (1945)
  - «За взятие Вены» (1945)
  - «Ветеран Вооружённых Сил СССР» (1976)
- Именное оружие — Наган (1932)[7]

Приказы (благодарности) Верховного Главнокомандующего в которых отмечен К. Н. Виндушев.
- За форсирование реки Свирь на всем фронте от Онежского озера до Ладожского озера, прорыв сильно укрепленной обороны противника и продвижение вперед в течение трёх дней наступательных боев от 20 до 30 километров, занятие более 200 населенных пунктов, среди которых: Подпорожье, Свирьстрой, Вознесенье, Михайловская, Мегрозеро, Печная Сельга, Бережная, Микентьева. 24 июня 1944 года № 114.
- За отражение атаки одиннадцати танковых дивизий немцев юго-западнее Будапешта, переход в наступление, разгром танковой группы немцев и овладение городами Секешфехервар, Мор, Зирез, Веспрем, Эньинг. 24 марта 1945 года. № 306.
- За овладение столицей Австрии городом Вена — стратегически важным узлом обороны немцев, прикрывающим пути к южным районам Германии. 13 апреля 1945 года. № 334.
- За овладение на территории Австрии городом Санкт-Пёльтен — важным узлом дорог и сильным опорным пунктом обороны немцев на реке Трайзен. 15 апреля 1945 года. № 336.
- За овладение в Чехословакии городами Яромержице и Зноймо и на территории Австрии городами Голлабрунн и Штоккерау — важными узлами коммуникаций и сильными опорными пунктами обороны немцев. 8 мая 1945 года. № 367.

Других государств
- орден Красного Знамени (МНР −1932)